# Almondvale Stadium
De Tony Macaroni Arena is een voetbalstadion met plaats voor 10.122 toeschouwers in Livingston. Het is de thuisbasis van de voetbalclub Livingston FC. Supporters noemen het stadion eigenlijk altijd Almondvale of de 'Vale.
Celtic Park (Celtic FC) ·
Easter Road (Hibernian FC) ·
Fir Park (Motherwell FC) ·
Fountain of Youth Stadium (Hamilton Academical FC) ·
Ibrox Stadium (Rangers FC) ·
McDiarmid Park (St. Johnstone FC) ·
Pittodrie Stadium (Aberdeen FC) ·
Rugby Park (Kilmarnock FC) ·
Stark's Park (Raith Rovers FC) ·
Tannadice Park (Dundee United FC) ·
The Simple Digital Arena (St. Mirren FC) ·
Tony Macaroni Arena (Livingston FC) ·
Global Energy Stadium (Ross County FC)
Cappielow Park (Greenock Morton FC) ·
Caledonian Stadium (Inverness Caledonian Thistle FC) ·
Kilmac Stadium at Dens Park (Dundee FC) ·
East End Park (Dunfermline Athletic FC) ·
Gayfield Park (Arbroath FC) ·
Indodrill Stadium (Alloa Athletic FC) ·
Palmerston Park (Queen of the South FC) ·
Somerset Park (Ayr United FC) ·
Tynecastle Park (Heart of Midlothian FC)
Balmoor Stadium (Peterhead FC) ·
Balmoral Stadium (Cove Rangers FC) ·
Bayview Stadium (East Fife FC) ·
Falkirk Stadium (Falkirk FC) ·
Links Park (Montrose FC) ·
Penny Cars Stadium (Airdrie United FC) ·
Station Park (Forfar Athletic FC) ·
The C&G Systems Stadium (Dumbarton FC) ·
The Energy Check Stadium at Firhill (Partick Thistle FC)
Ainslie Park (Edinburgh City) ·
Borough Briggs (Elgin City FC) ·
Central Park (Cowdenbeath FC) ·
Forthbank Stadium (Stirling Albion FC) ·
Galabank (Annan Athletic FC) ·
Glebe Park (Brechin City FC) ·
Hampden Park (Queen's Park FC) ·
New Douglas Park (Clyde FC) ·
Ochilview Park (Stenhousemuir FC) ·
Stair Park (Stranraer FC) ·
The Reigart Stadium (Albion Rovers FC)